# Carenno
Carenno is een gemeente in de Italiaanse provincie Lecco (regio Lombardije) en telt 1476 inwoners (31-12-2004). De oppervlakte bedraagt 7,9 km², de bevolkingsdichtheid is 208 inwoners per km².

## Demografie
Carenno telt ongeveer 592 huishoudens. Het aantal inwoners steeg in de periode 1991-2001 met 12,4% volgens cijfers uit de tienjaarlijkse volkstellingen van ISTAT.
| Jaar | Inwoneraantal |
| ---- | ------------- |
| 1991 | 1298          |
| 2001 | 1459          |

## Geografie
Carenno grenst aan de volgende gemeenten: Calolziocorte, Costa Valle Imagna (BG), Erve, Torre de' Busi, Valsecca (BG).